# Saint-Nicolas-de-Port
Saint-Nicolas-de-Port és un municipi francès situat al departament de Meurthe i Mosel·la i a la regió del Gran Est. L'any 2007 tenia 7.597 habitants.

## Demografia

### Població
El 2007 la població de fet de Saint-Nicolas-de-Port era de 7.597 persones. Hi havia 3.045 famílies, de les quals 907 eren unipersonals (372 homes vivint sols i 535 dones vivint soles), 843 parelles sense fills, 951 parelles amb fills i 344 famílies monoparentals amb fills.
La població ha evolucionat segons el següent gràfic:
Habitants censats

### Habitatges
El 2007 hi havia 3.400 habitatges, 3.115 eren l'habitatge principal de la família, 12 eren segones residències i 273 estaven desocupats. 2.078 eren cases i 1.316 eren apartaments. Dels 3.115 habitatges principals, 1.867 estaven ocupats pels seus propietaris, 1.199 estaven llogats i ocupats pels llogaters i 49 estaven cedits a títol gratuït; 80 tenien una cambra, 312 en tenien dues, 603 en tenien tres, 869 en tenien quatre i 1.251 en tenien cinc o més. 1.869 habitatges disposaven pel capbaix d'una plaça de pàrquing. A 1.480 habitatges hi havia un automòbil i a 1.113 n'hi havia dos o més.

### Piràmide de població
La piràmide de població per edats i sexe el 2009 era:
| Homes | Edats   | Dones |
| ----- | ------- | ----- |
| 4     | 95 o +  | 24    |
| 8     | 90 a 94 | 72    |
| 68    | 85 a 89 | 128   |
| 48    | 80 a 84 | 72    |
| 72    | 75 a 79 | 172   |
| 112   | 70 a 74 | 156   |
| 244   | 65 a 69 | 220   |
| 184   | 60 a 64 | 232   |
| 160   | 55 a 59 | 180   |
| 224   | 50 a 54 | 272   |
| 212   | 45 a 49 | 288   |
| 284   | 40 a 44 | 252   |
| 292   | 35 a 39 | 300   |
| 284   | 30 a 34 | 220   |
| 216   | 25 a 29 | 248   |
| 188   | 20 a 24 | 176   |
| 276   | 15 a 19 | 260   |
| 308   | 10 a 14 | 260   |
| 212   | 5 a 9   | 208   |
| 176   | 0 a 4   | 192   |

## Economia
El 2007 la població en edat de treballar era de 4.881 persones, 3.570 eren actives i 1.311 eren inactives. De les 3.570 persones actives 3.208 estaven ocupades (1.690 homes i 1.518 dones) i 362 estaven aturades (197 homes i 165 dones). De les 1.311 persones inactives 437 estaven jubilades, 439 estaven estudiant i 435 estaven classificades com a «altres inactius».

### Ingressos
El 2009 a Saint-Nicolas-de-Port hi havia 3.179 unitats fiscals que integraven 7.451 persones, la mediana anual d'ingressos fiscals per persona era de 18.494 €.

### Activitats econòmiques
Dels 295 establiments que hi havia el 2007, 1 era d'una empresa extractiva, 6 d'empreses alimentàries, 1 d'una empresa de coc i refinatge, 2 d'empreses de fabricació de material elèctric, 13 d'empreses de fabricació d'altres productes industrials, 45 d'empreses de construcció, 44 d'empreses de comerç i reparació d'automòbils, 15 d'empreses de transport, 15 d'empreses d'hostatgeria i restauració, 6 d'empreses d'informació i comunicació, 14 d'empreses financeres, 12 d'empreses immobiliàries, 38 d'empreses de serveis, 51 d'entitats de l'administració pública i 32 d'empreses classificades com a «altres activitats de serveis».
Dels 93 establiments de servei als particulars que hi havia el 2009, 1 era una comissaria de policia, 1 oficina d'administració d'Hisenda pública, 1 gendarmeria, 1 oficina de correu, 6 oficines bancàries, 2 funeràries, 5 tallers de reparació d'automòbils i de material agrícola, 1 taller d'inspecció tècnica de vehicles, 1 autoescola, 5 paletes, 14 guixaires pintors, 5 fusteries, 9 lampisteries, 5 electricistes, 4 empreses de construcció, 10 perruqueries, 4 veterinaris, 9 restaurants, 2 agències immobiliàries, 1 tintoreria i 6 salons de bellesa.
Dels 19 establiments comercials que hi havia el 2009, 3 eren supermercats, 1 una botiga de més de 120 m², 2 fleques, 2 carnisseries, 2 llibreries, 3 botigues de roba, 2 botigues d'electrodomèstics, 1 una perfumeria i 3 floristeries.
L'any 2000 a Saint-Nicolas-de-Port hi havia 3 explotacions agrícoles.

## Equipaments sanitaris i escolars
El 2009 hi havia 1 un hospital de tractaments de llarga durada, 1 psiquiàtric, 1 centre de salut, 3 farmàcies i 1 ambulància.
El 2009 hi havia 2 escoles maternals i 2 escoles elementals. Saint-Nicolas-de-Port disposava d'un col·legi d'educació secundària amb 412 alumnes.

## Poblacions més properes
El següent diagrama mostra les poblacions més properes.